# Milan Grégr
Milan Grégr (14. června 1922 Grygov – 17. srpna 1985) byl český a československý politik Komunistické strany Československa a poslanec Sněmovny lidu Federálního shromáždění za normalizace.

## Biografie
Patřil mezi předválečné členy KSČ. Absolvoval Slovanské gymnázium v Olomouci. Za druhé světové války byl aktivní v odboji a byl vězněn v koncentračním táboře v Kumwaldu. Po válce vystudoval práva. Působil jako náměstek ředitele Fakultní nemocnice v Olomouci, na jejímž budování se významně podílel, a prorektorem pro výstavbu Univerzity Palackého v Olomouci. Vědecky ovšem nepublikoval a nevyučoval, byť byl koncem 70. let jmenován docentem pro obor nauka o zdravotnictví na Lékařské fakultě Univerzity Palackého a později byl dokonce navržen na profesora (po roce 1989 byly tyto tituly žijícím osobnostem odnímány). Zároveň se jako odborník Ministerstva zdravotnictví ČSSR podílel na poválečné obnově Vietnamu.
K roku 1971 se profesně uvádí jako ekonomický náměstek ředitele fakultní nemocnice. Ve volbách roku 1971 tehdy zasedl do Sněmovny lidu (volební obvod č. 125 - Šternberk, Severomoravský kraj). Mandát obhájil ve volbách v roce 1976 (obvod Olomouc II) a volbách v roce 1981 (obvod Šternberk). Ve Federálním shromáždění setrval do své smrti roku 1985.